# El Zopilote (Teotepec)
El Zopilote o Teotepec es una localidad del municipio de Santiago Niltepec dentro del estado mexicano de Oaxaca. Siendo la segunda localidad más poblada de este municipio, solo por detrás de la cabecera municipal.

## Tiponomía
Teotepec: teo = Dios, tepec = Cerro; "Cerro de Dios".

## Ubicación
La localidad se ubica a 22 km. en dirección sureste de la cabecera municipal, sobre la carretera panamericana, cerca de los límites municipales de Niltepec y el Municipio de Santo Domingo Zanatepec. Se ubica en las coordenadas 16°28′3″N 94°29′26″O / 16.46750, -94.49056.